# 市立函館博物館

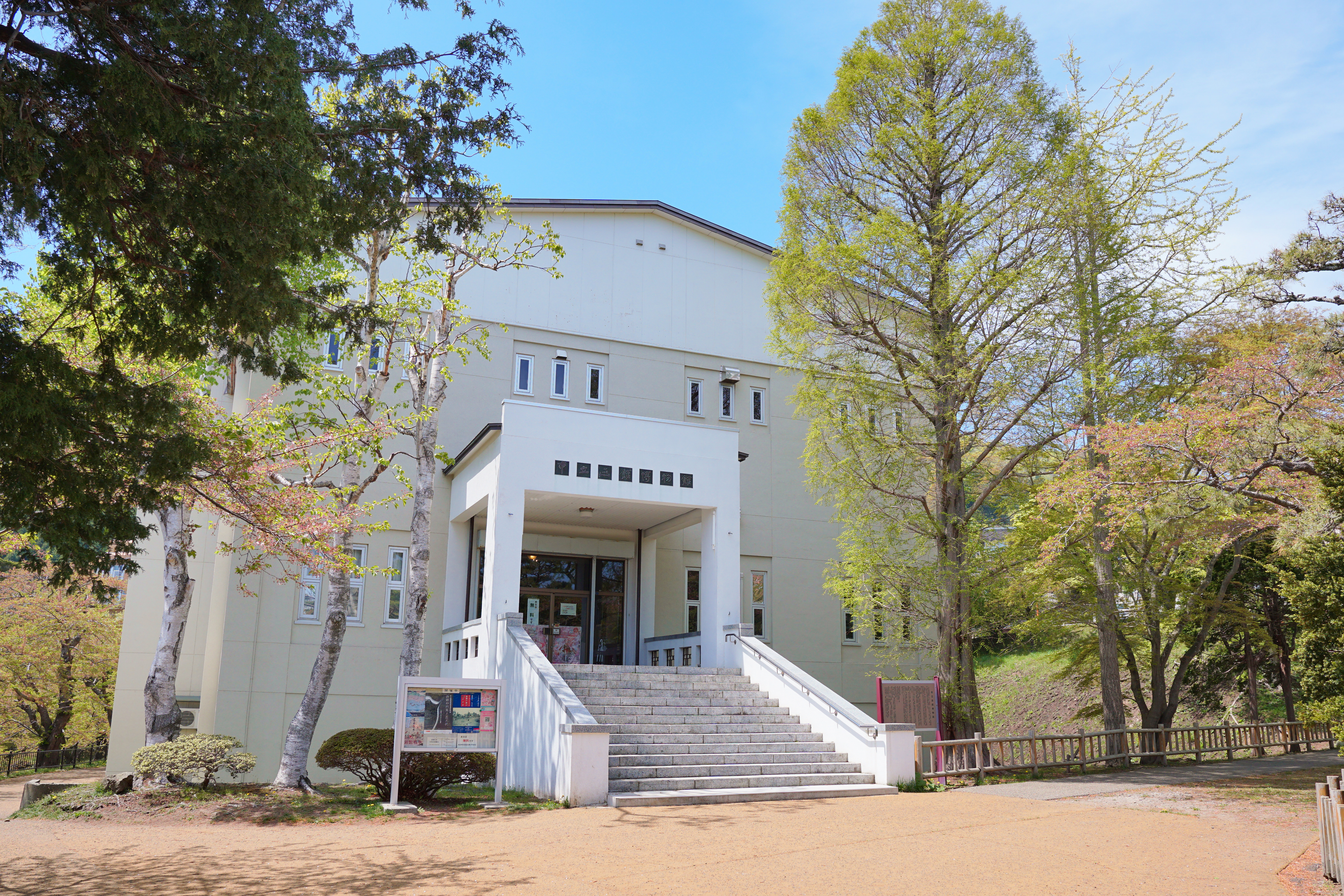

市立函館博物館（日语：しりつはこだてはくぶつかん）是位於日本函館市青柳町函館公園內的一座公立綜合博物館。

## 历史
前身是開幕於1879年5月25日的開拓使函館支廳臨時博物場，在1966年4月28日作為市立的綜合博物館開業。除了本館之外也設有分館。市立函館博物館擁有包括自然科學和人物科學在內的約62萬件藏品。市立函館博物館在1955年6月開設五稜郭分館。

## 外部連結
- 市立函館博物館 （页面存档备份，存于）
- 函館市公式観光情報”はこぶら”　市立函館博物館 （页面存档备份，存于）